# Wolkenstürmer (1931)
Wolkenstürmer (Originaltitel: Hell Divers) ist ein US-amerikanischer Abenteuerfilm aus dem Jahr 1931 von George W. Hill mit Wallace Beery und Clark Gable in den Hauptrollen. Der Pre-Code-Film wurde von Metro-Goldwyn-Mayer produziert und basiert auf einer Originalstory von Frank Wead.

## Handlung
Windy Riker, Chief Petty Officer der Fliegerstaffel auf der Saratoga, verliert seinen Anspruch auf den Titel des „Champion Dog Fighter“, als der junge, aufstrebende Offizier Steve Nelson der Staffel beitritt. Kurz nach ihrem Kennenlernen liefern sich Windy und Steve einen freundschaftlichen Wettkampf, indem sie eine neue Technik für Sturzkampfbomber ausprobieren. Später wird Windy, ein berüchtigter Rüpel und Unruhestifter, verhaftet, weil er ein türkisches Badehaus zerstört hat. Er bleibt jedoch von einer Strafe verschont, als Jack Griffin, der Kommandant der Einheit, sich für ihn einsetzt. Die freundschaftliche Rivalität zwischen Windy und Steve wird verschärft, als Steve Windys Erklärung für einen Flugunfall in Frage stellt und Windy ihn daraufhin schlägt. Als Ann Mitchell, Steves Freundin, ihren Freund besucht, um seinen Heiratsantrag zu besprechen, rächt sich Windy an ihm, indem er seine Bekannte Lulu schickt, um einen Streit zwischen ihnen anzuzetteln. Lulu gibt vor, Steves Ex-Geliebte zu sein, was Ann wütend macht und sie dazu veranlasst, hastig abzureisen.
Nach einer Kollision in der Luft, bei der Jack bleibende Schäden davonträgt, wird der Geschwaderkommandant in den Ruhestand versetzt und Duke Johnson wird zu seinem Nachfolger ernannt. Als Windy einen Flugfehler begeht, wird ihm der Landgang verweigert, während das Schiff in Panama anlegt. Dies hindert ihn daran, seine Freundin Mame Kelsey zu besuchen, ermöglicht es aber Steve, der Mame kennt, sie am Dock zu treffen und mit ihr eine Kutschenfahrt zu unternehmen. Wütend schleicht sich Windy vom Schiff und folgt ihnen. Als er sie schließlich einholt, verhindert Mame, dass sie kämpfen, und zwingt die beiden, sich zu vertragen. Sobald sie jedoch allein sind, geraten Windy und Steve erneut in Streit, der mit der Zerstörung einer Bar und Windys Verhaftung endet. Obwohl Windy rechtzeitig aus dem Gefängnis entlassen wird, um sein Schiff zu verlassen, erfährt er bald, dass Steve ihn als Chef ersetzen wird, wenn seine bevorstehende Pensionierung in Kraft tritt.
Windy ist von der Nachricht erschüttert. Während einer simulierten Kampfübung stürzt Steves Flugzeug ab und Steve und sein Pilot stranden auf einer felsigen Insel. Als Windy und Duke das abgestürzte Flugzeug entdecken, retten sie die beiden unter Einsatz ihrer eigenen Sicherheit. Windy richtet Steves gebrochenes Bein. Die beiden erneuern ihre Freundschaft, während sie vier Tage lang darauf warten, dass ein Suchtrupp sie findet. Da keine Anzeichen einer Rettungsmission zu erkennen sind, ersinnt Steve einen Plan, die Insel zu verlassen, indem er Windy das Flugzeug gemäß seiner Navigation fliegen lässt. Um die Gefahr zu verringern, mit zu schwerer Last zu fliegen, besteht der verletzte Steve darauf, auf dem Flügel mitzufliegen. Gemeinsam finden die Soldaten den Flugzeugträger, doch als das Flugzeug auf das Deck des Schiffes stürzt, explodiert es und Windy stirbt. Nach Windys Seebestattung liest Steve einen Brief, den Windy ihm vor seinem Tod geschrieben hat. In dem Brief enthüllt Windy, dass Ann ihn nicht verlassen hat, weil sie ihn nicht liebte, sondern wegen seiner Taten.

## Hintergrund
Gedreht wurde der Film vom 26. Juni bis zum 7. August 1931.
Aus dem Pressematerial des Studios geht hervor, dass Clark Gable in diesem Film, der in Zusammenarbeit mit dem United States Department of the Navy gedreht wurde, seine erste Hauptrolle spielte und dass es sich um den ersten Film handelte, in dem Sturzkampfbomber vorkamen. Aus den Unterlagen geht auch hervor, dass Wallace Beery in diesem Film Klavier spielte und sang, das erste Mal, dass er dies in einem Film tat.
Teile des Films wurden an Bord des Flugzeugträgers USS Saratoga während Manövern in Panama, in der Karibik und auf dem Marinestützpunkt North Island in der Nähe von San Diego gedreht.
Szenen des Films wurden 1956 in Dem Adler gleich, einer Filmbiografie über den Autor Frank Wead von John Ford, verwendet.
Cedric Gibbons oblag die künstlerische Leitung. Verantwortlicher Toningenieur war Douglas Shearer.

## Veröffentlichung
Die Premiere des Films fand am 29. Oktober 1931 in San Bernardino statt. 1932 kam er im Deutschen Reich und in Österreich in die Kinos.

## Kritiken
Mordaunt Hall von der The New York Times lobte den Film als großartig fotografierte Produktion, die Marine-Luftstunts und beeindruckende Landekunststücke beinhalte.